# 石川県立自転車競技場
石川県立自転車競技場（いしかわけんりつ じてんしゃきょうぎじょう）は、石川県河北郡内灘町大根布522に所在する自転車競技場。所在地である内灘町にちなんだ名称である、内灘自転車競技場という通称もよく使用されている。
1985年に開催されたインターハイでトラック種目の会場となったほか、1991年の石川国体にも使われた。また、近隣には内灘町サイクリングターミナルがある。
2020年に開催予定だったインターハイのトラック競技の会場に内定していたが、新型コロナウイルス感染拡大のため中止が発表された。
小嶋敬二ら、石川県を登録地とする多くの競輪選手の練習拠点（ホームバンク）としても知られる。周長は400m。